# Niccolò Acciaiuoli

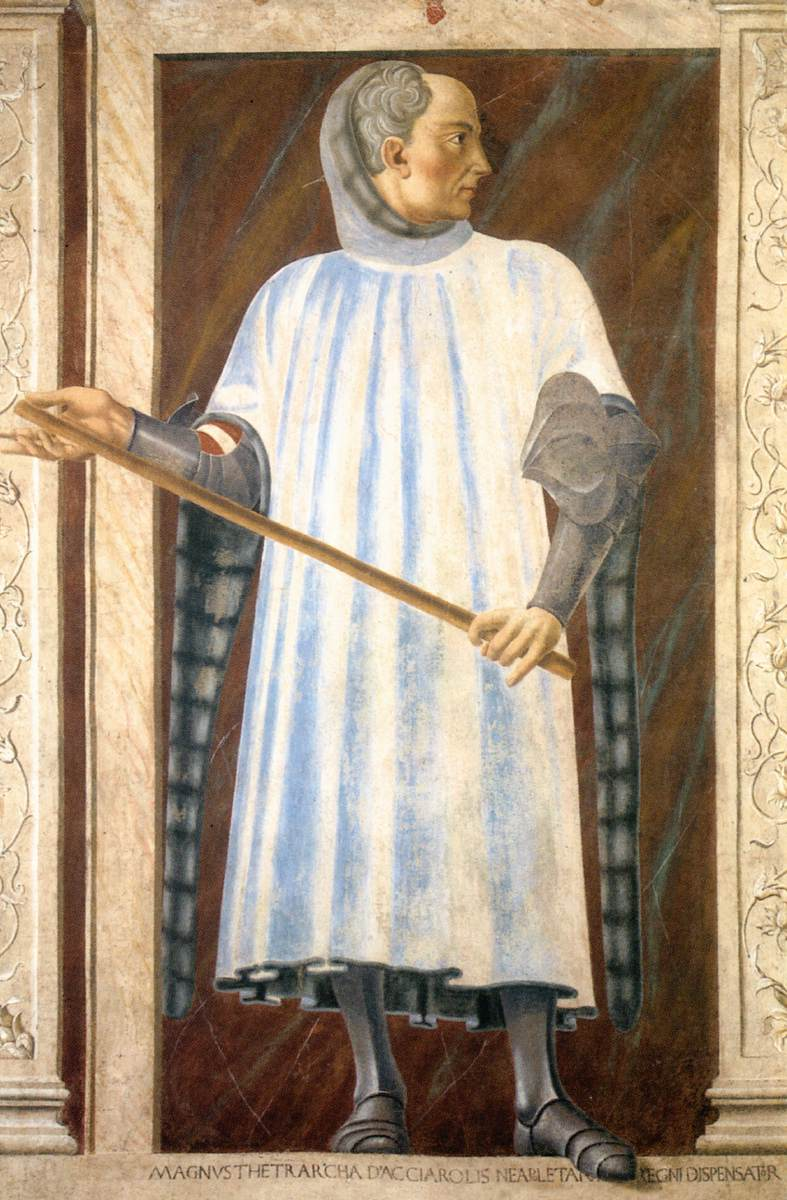
Niccolò Acciaiuoli auf einem Fresko in den Uffizien in Florenz

Niccolò Acciaiuoli (* 12. September 1310 in Montegufoni, Ortsteil von Montespertoli; † 8. November 1365 in Neapel) aus der Familie Acciaiuoli war bedeutender italienischer Staatsmann: Graf von Melfi, Großmarschall von Neapel und Bankier in Florenz.
Er arbeitete zunächst in der Handelsgesellschaft seines Vaters. 1328 heiratete er Margherita degli Spini. 1331 ging er nach Neapel, wo er rasch Zugang zum Hof des Königs Robert von Anjou fand, in den Dienst der Katharina von Valois-Courtenay trat und ihr Liebhaber wurde. 1338–1341 war er in Griechenland, wo er Katharinas Rechte vertrat. Aufgrund seiner Fähigkeiten wurde er vom König zum giustiziere der Terra di Lavoro ernannt und begann so seine politische Laufbahn.
Am 23. April 1358 belieh ihn Robert von Tarent für seine Dienste mit der Kastellanei Korinth, die aus den neun Burgen Akrokorinth, Xerokastelli, Angelokastro, Kastro Agiou Vasiliou, Vasilikata, Polyfengo, Palygourio, Piada und Agionorio bestand.